# Plante urticante
Pour les plantes irritantes par des réactions chimiques et photosensibilisantes, voir Dermite des prés.

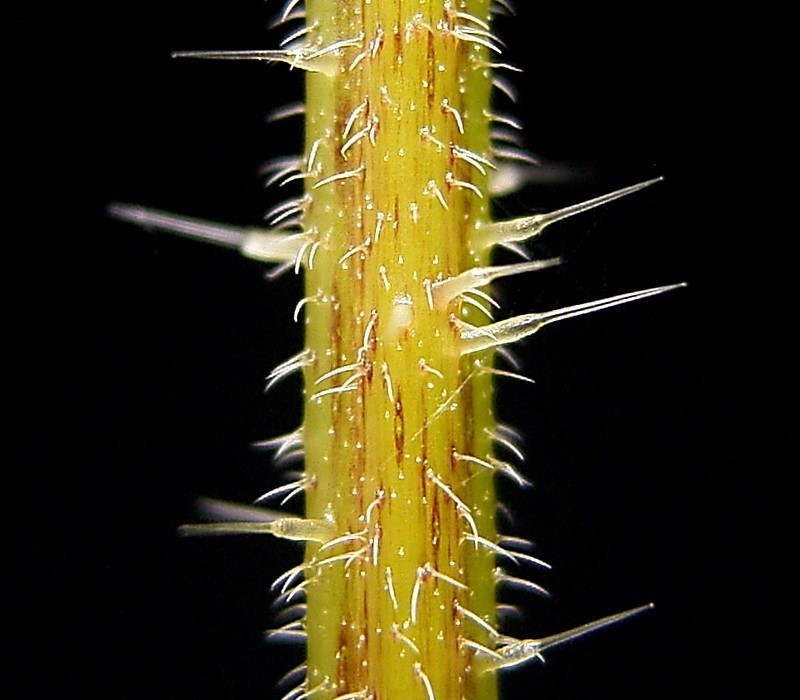
Poils urticants de la Grande ortie (Urtica dioica).

Une plante urticante, ou plante à poils urticants, est une plante dont les feuilles ou les tiges sont couvertes de poils (trichomes) capables d'injecter des substances qui provoquent des douleurs ou des irritations .
D'autres plantes, comme les Opuntia, ont des poils ou des épines qui provoquent une irritation mécanique, mais n'injectent pas de produits chimiques. Les poils urticants sont particulièrement présents dans les familles des Urticaceae, Loasaceae, Boraginaceae (sous-famille des Hydrophylloideae) et Euphorbiaceae.
On a démontré que ces poils dissuadent les mammifères au pâturage, mais ne sont pas plus efficaces contre les attaques d'insectes que les poils non urticants.
Bien que les poils urticants sont présents dans plusieurs familles de plantes non apparentées, leur structure est généralement similaire. Une base solide supporte une seule cellule allongée à l'extrémité cassante. Lorsque l'extrémité est cassée, la pointe aigüe exposée pénètre dans la peau et la pression injecte des toxines. Les produits chimiques précis impliqués dans la douleur et l'irritation ne sont pas encore entièrement identifiés.

## Structure et fonction des poils urticants

Structure d'un poil urticant dUrtica dioica.

### Types de poils
Des poils raides ou des trichomes sans la capacité d'injecter des composés irritants existent sur les feuilles et les tiges de nombreuses espèces de plantes. Ces poils semblent dissuader dans une certaine mesure les insectes de se nourrir en entravant leurs déplacements et en restreignant l'accès à la surface des tiges ou des  feuilles. Certaines plantes ont des poils glandulaires, en plus des poils non glandulaires ou à leur place. Les poils glandulaires possèdent des régions de tissu secrétant des métabolites secondaires. Ces substances chimiques peuvent repousser ou empoisonner les insectes qui se nourrissent des plantes.

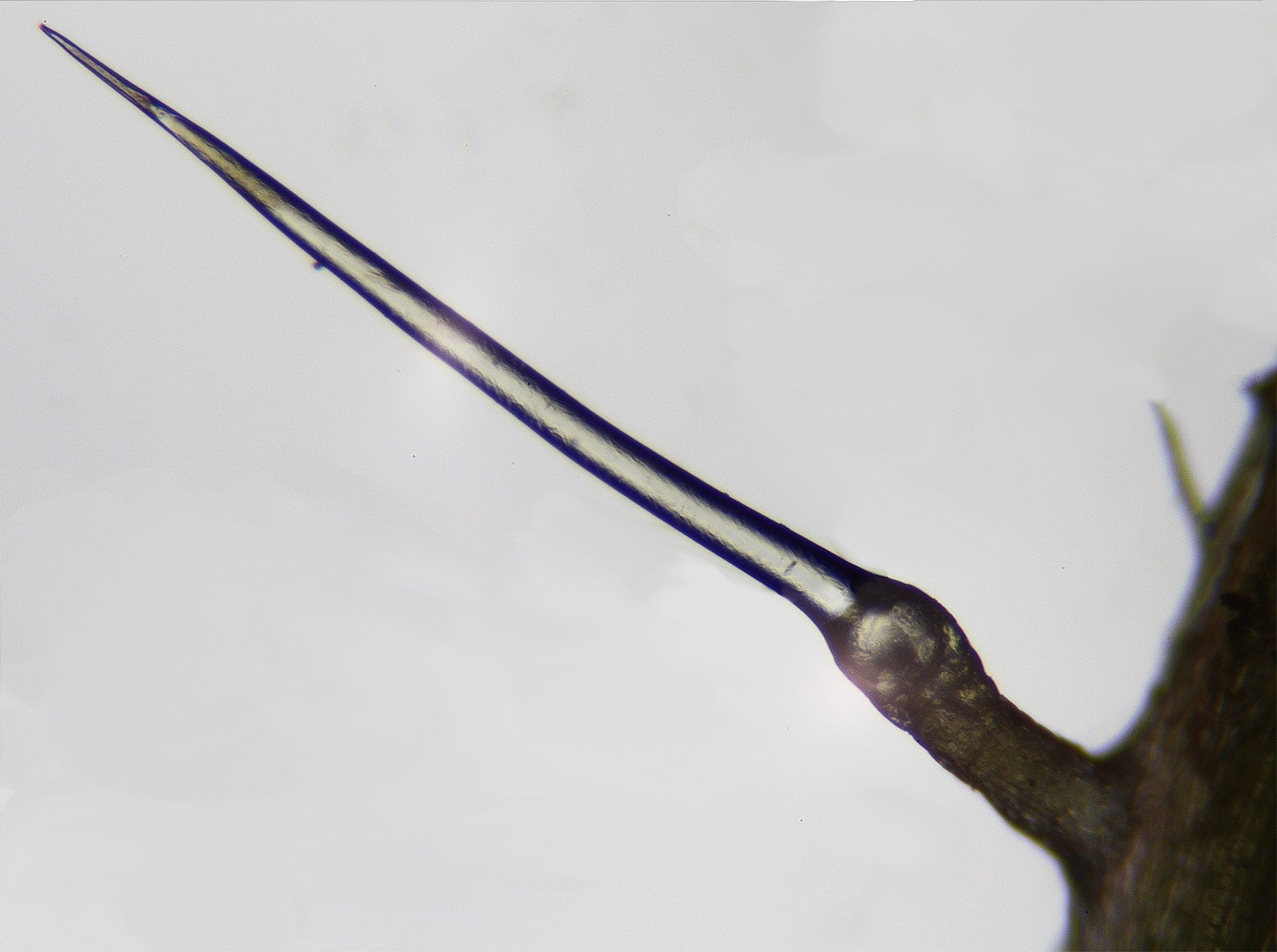
Poils urticants de Urtica dioica (grossissement 40x).

Les poils urticants peuvent être définis comme étant capables d'injecter une substance chimique dans la peau d'un animal, provoquant une irritation ou une douleur. Étant donné que certains poils glandulaires peuvent provoquer une irritation par simple contact, la différence entre « poils urticants » et « poils irritants » n'est pas toujours claire. Par exemple, chez les espèces du genre Mucuna on a décrit des poils correspondant à ces deux acceptions. Certaines espèces de Mucuna ont des poils pointus, dont la partie supérieure se détache facilement, tandis que d'autres espèces ont des poils plus émoussés. Chez les sous-espèces de Urtica dioica  pourvues de poils urticants (orties), ceux-ci ont également une pointe qui se détache facilement, permettant aux substances irritantes de la cellule située au-dessous d'entrer dans la peau. Des études ont montré que ce type de piqûre dissuade les mammifères de brouter les plantes, que ce soit des lapins, et même de grands herbivores comme les vaches. De nombreuses espèces de plantes réagissent aux agressions physiques en produisant une densité plus élevée de trichomes de toutes sortes.

### Structure
La structure générale d'un poil urticant est très similaire dans toutes les familles de plantes qui en possèdent (sauf dans les genres Tragia et Dalechampia). Une base multicellulaire supporte une seule cellule longue et fine, généralement de 1 à 8 mm de long, avec une extrémité cassante qui se brise facilement pour former une pointe acérée pouvant pénétrer la peau. Les poils urticants des espèces du genre  Urtica ont été étudiés en détail. Chaque poil contient un tube fin, rigidifié, calcifié à la base (par du carbonate de calcium) et silicifié à son extrémité. Chez Urtica thunbergiana, les poils contiennent chacun environ 4 nanolitres (4 × 10−6 ml) de liquide. L'extrémité silicifiée se rompt au contact et la pointe fine qui en résulte perce la peau. La pression force le fluide à sortir des poils.
Différentes toxines peuvent être impliquées. Les poils urticants de Tragia volubilis, espèce d'Euphorbiaceae sud-américaine, sont capables d'injecter un cristal d'oxalate de calcium. La sensation de picotement est d'abord provoquée par l'entrée mécanique des poils rigides dans la peau, mais est ensuite intensifiée par l'effet de l'oxalate.

### Effets
| Toxines         | Concentration |
| --------------- | ------------- |
| Histamine       | 0,53 %        |
| Acide tartrique | 1,44 %        |
| Acide oxalique  | 0,12 %        |

Les effets des poils urticants des espèces du genre Urtica, en particulier chez certaines sous-espèces de Urtica dioica, ont été attribués à un certain nombre de substances, dont l'histamine, l'acétylcholine, la sérotonine et l'acide formique. L'histamine est présente dans les poils urticants d'autres espèces d'Urtica ( par exemple Urtica urens et Urtica parviflora) et chez Cnidoscolus urens ainsi que chez des espèces du genre Laportea. Chez les Vertébrés, l'histamine est un neurotransmetteur. Lorsqu'elle est libérée naturellement, il en résulte une inflammation de la peau, provoquant des douleurs et des démangeaisons. On considère généralement que l'injection d'histamine par les poils urticants produit les mêmes effets.
Cette interprétation traditionnelle a été remise en cause en 2006 par des recherches sur Urtica thunbergiana, la principale espèce du genre Urtica présente à Taïwan. Dans des essais sur des rats, la douleur durable causée par les piqûres a été attribuée à l'acide oxalique et à l'acide tartrique, bien qu'un effet synergique des autres composants des poils urticants n'ait pas été exclu. Fu et al. ont conclu que « les poils urticants, bien qu'étudiés depuis longtemps, sont encore mystérieux, en particulier en ce qui concerne le mécanisme de la réaction cutanée après une piqûre ».

## Plantes à poils urticants

### GenreUrtica
De nombreuses plantes à poils urticants appartiennent au genre Urtica. Entre vingt-quatre et trente-neuf espèces de plantes à fleurs du genre Urtica (famille des Urticaceae) entrent dans cette catégorie, avec une répartition cosmopolite bien que principalement tempérée. Ce sont pour la plupart des plantes herbacées vivaces, mais certaines sont des plantes annuelles et quelques-unes des plantes arbustives. L'espèce la plus importante du genre Urtica est la Grande ortie, Urtica dioica, originaire d'Europe, d'Afrique, d'Asie, et d'Amérique du Nord.

### AutresUrticaceae
La famille des Urticaceae contient également d'autres espèces de plantes à poils urticants qui ne font pas partie du genre Urtica, notamment :
- Dendrocnide sp.
  - Dendrocnide excelsa

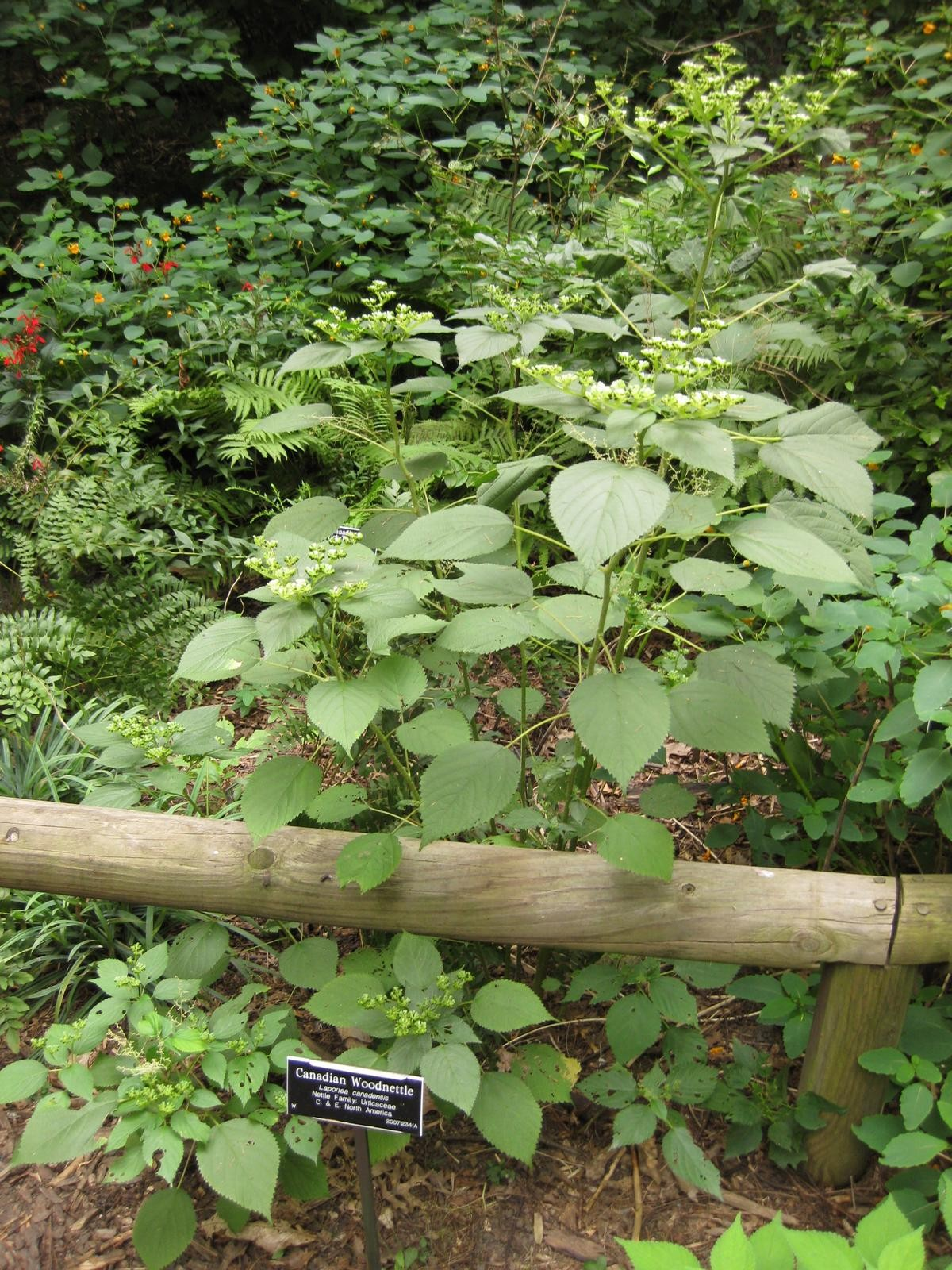
Laportea canadensis en culture.

  - Dendrocnide moroides (gympie-gympie)
  - Dendrocnide peltata
- Girardinia diversifolia (synonyme : G. leschenaultiana)
- Laportea canadensis (Ortie des bois ou Ortie du Canada)
- Urera sp.
  - Urera baccifera (Uréra baccifère)
  - Urera tenax

### Autres familles
Il existe aussi des plantes à poils urticants qui ne sont pas apparentées aux Urticaceae :
- Boraginaceae : Hydrophylloideae

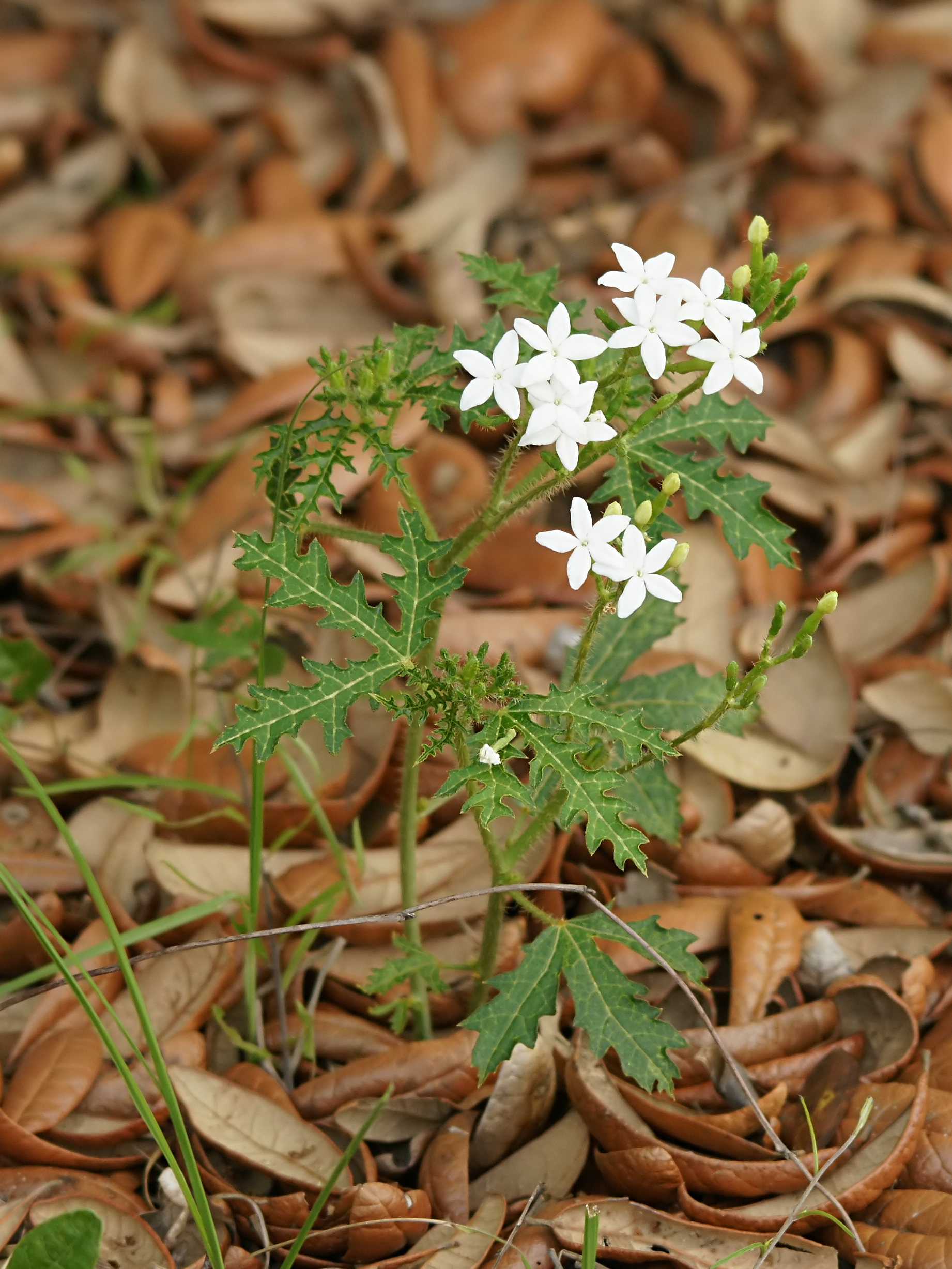
Cnidoscolus urens (synonyme Jatropha urens), connue sous le nom de Zouti lance en Guyane.

  - Phacelia malvifolia (Yerba buena)[10]
  - Wigandia sp.[11]
- Euphorbiaceae
  - Cnidoscolus sp.
    - Cnidoscolus stimulosus (Épurge urticante)
    - Cnidoscolus urens ('Jatrophe urticant)

  - Croton ciliatoglandulosus (Croton mexicain, ciega-vista)
  - Dalechampia sp.[11]
  - Tragia sp.
- Fabaceae
  - Mucuna sp.
    - Mucuna pruriens (Pois mascate, Pois pouillieux)
- Loasaceae[12]
  - Loasa sp.
  - Caiophora sp.
  - Cevallia sp.[11]
- Solanaceae
  - Solanum carolinense (Morelle de Caroline)

## Toxicité

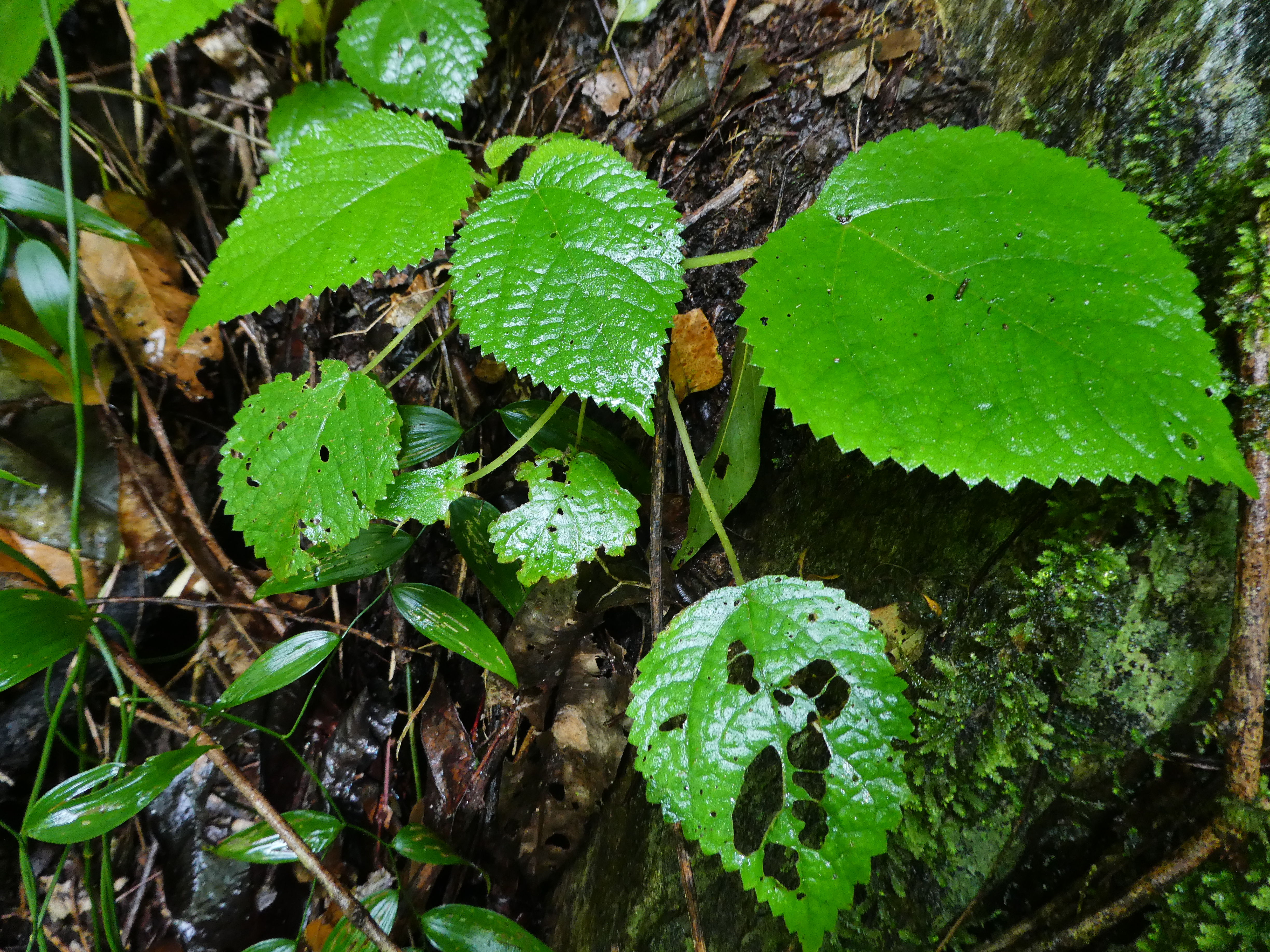
Dendrocnide moroides, considéré comme la plus douloureuse des plantes urticantes.

Bien que les plantes à poils urticants puissent provoquer douleur et urticaire aiguës, seules quelques-unes sont gravement nocives. On dit que le genre Dendrocnide (arbres urticants) cause le plus de douleur, en particulier Dendrocnide moroides (gympie-gympie) d'Australie, bien que d'autres sources indiquent que la douleur causée par les arbres urticants ne diffère de celle des orties qu'en termes de persistance plutôt que de gravité. Des chiens et des chevaux ont été tués par ces plantes, et une mort humaine a été signalée. La chercheuse Marina Hurley rapporte qu'elle a dû être hospitalisée après avoir été piquée par une feuille morte. Les décès sont probablement dus à une insuffisance cardiaque causée par la douleur et le choc. Urtica ferox (Ortie arborescente ou ongaonga) est une espèce  endémique de  Nouvelle-Zélande. Une mort humaine a été enregistrée : un jeune homme légèrement vêtu est décédé cinq heures après avoir traversé une zone dense.
Après cuisson, certaines plantes à poils urticants, comme Urtica dioica (Grande ortie), peuvent être consommées comme légumes.